# پاریس (ترانه سابرینا کارپنتر)
«پاریس» (انگلیسی: Vicious) ترانه‌ای از خواننده آمریکایی، سابرینا کارپنتر از سومین آلبوم استودیویی او به نام منحصربه‌فرد: پرده یکم (۲۰۱۸) و دومین قطعهٔ این آلبوم است. متن ترانه توسط کارپنتر، برت مک‌لافلین و جیسون اویگن نوشته شده است و تهیه‌کنندگی آن بر عهدهٔ مک‌لافلین و اویگن و گیان استون بوده است. این ترانه در ۲۵ اکتبر ۲۰۱۸ توسط توسط هالیوود رکوردز به عنوان اولین تک‌آهنگ تبلیغاتی این آلبوم، همزمان با پیش‌سفارش آلبوم منتشر شد. این ترانه دربارهٔ پاریس، شهر عشق است و اینکه چگونه در آنجا به یاد یک معشوق در لس‌آنجلس می‌افتیم.